# Het loze vissertje

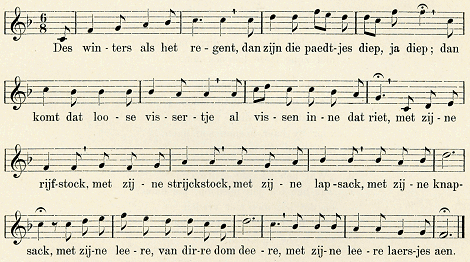
Muzieknotatie van het volksliedje Het loze vissertje.

Het loze vissertje is een volksliedje dat al vermeld stond in het in Amsterdam uitgegeven Oude en nieuwe Hollantse Boeren Lietjes en Contredansen uit 1709. Ongeveer anderhalve eeuw later werd het opgeschreven door de Vlaamse schrijver-dichter Prudens van Duyse (1804-1859).
Het liedje gaat over een visser die een molen passeert en daar een molenarinnetje in de deur drie kussen moet geven. Vanouds werd een molenarin niet als zeer zedig beschouwd.
Des winters als het regent
dan zijn de paadjes diep, ja diep
dan komt dat loose visschertje
al visschen inne dat riet
met zijne rijfstock, met zijne strijckstock
met zijne lapsack, met zijne knapzack
met zijne leere, van diredomdeere
met zijne leere leersjes aan
In het refrein worden vier voorwerpen genoemd die de visser bij zich heeft, en het kan geen toeval zijn dat het om twee stokken en twee zakken gaat. Men vermoedt dat daarmee tersluiks verwezen wordt naar de geslachtsorganen van de visser, die hij bij een bezoek aan de molenarin goed kan gebruiken.
- Een rijf is een geweer; het woord is bekend uit het Engelse woord rifle. Rijfstok wordt gezegd omdat het geweer stokvormig is (geweerstok dus), maar er kan ook een stok worden bedoeld om het geweer te laden.[bron?]
- Een rijfstok = een speet, een stok om haringen aan te hangen, klinkt iets logischer dan een geweer voor een visser[bron?]
- Een strijkstok dient om de inhoud van een maatvat af te strijken.
- Een lapzak is een drinkzak. Ook mogelijk is dat hij klein gereedschap bevat.[4]
- Een knapzak bevat proviand.

Het liedje kent diverse uitvoeringen, vooral in het Vlaams. Petra De Steur had er in België in 1991 een top 10-hit mee (Het looze visschertje). Zij zong het voor een televisieprogramma van VTM. Het was niet de bedoeling het als single uit te brengen, maar er kwam onverwachts veel vraag naar. Ook de mp3-variant vond grif aftrek.
In 1902 werd onder leiding van koning Leopold II in Oostende een koor opgezet dat  de Franse naam Chorale des Pêcheurs kreeg. In 1910 werd de naam veranderd in Het Loze Vissertje. Het koor trad herhaaldelijk op in het Koninklijk Paleis in Oostende voor de gasten van de koning en in het Kursaal. In de Eerste Wereldoorlog werden alle activiteiten stopgezet, totdat in 1928 op initiatief van Emiel Vroome, schepen van de stad, het koor nieuw leven werd ingeblazen. In 1981 werd het koor stilgelegd.